# Symplocarpus
Symplocarpus es un género con 5 especies de plantas monocotiledóneas perteneciente a la familia Araceae. Es originario de las regiones templadas de Asia, Canadá y Estados Unidos.

## Descripción
Las hojas son grandes, de 40-55 cm de largo y 30-40 cm de ancho. Florece a principios de año, las flores se producen en un espádice de 5-10 cm de largo  contenido dentro de una espata, de 10-15 cm de altura y moteada de color púrpura. Florece en la primavera temprana, cuando sólo las flores son visibles por encima del barro, con los tallos enterrados debajo de las hojas que emergen más tardíamente.  El rizoma tiene a menudo 30 cm de espesor.

## Taxonomía
El género fue descrito por Salisb. ex Nutt. in W.Barton y publicado en Vegetable materia medica of the United States 1: 124. 1817. La especie tipo es: Symplocarpus foetidus

## Especies
- Symplocarpus foetidus
- Symplocarpus kamtschaticus
- Symplocarpus nabekuraensis
- Symplocarpus nipponicus
- Symplocarpus remifolius